# Cyclosa cucurbitoria
Cyclosa cucurbitoria är en spindelart som först beskrevs av Yin et al. 1990.  Cyclosa cucurbitoria ingår i släktet Cyclosa och familjen hjulspindlar. Inga underarter finns listade i Catalogue of Life.